# 9812 Данко
9812 Данко (9812 Danco) — астероїд головного поясу, відкритий 18 вересня 1998 року.
Тіссеранів параметр щодо Юпітера — 3,599.